# Hiidenjärvi (sjö i Jyväskylä, Mellersta Finland)
Hiidenjärvi är en sjö i kommunen Jyväskylä i landskapet Mellersta Finland i Finland. Den är 14,1 meter djup. Arean är 50 hektar och strandlinjen är 3,05 kilometer lång. Sjön  ingår i Kymmene älvs huvudavrinningsområde.   Den ligger omkring 14 kilometer norr om Jyväskylä och omkring 250 kilometer norr om Helsingfors. 
Hiidenjärvi ligger söder om Iso-Kuukkanen. 